# ويليام إس. هيرندون
ويليام إس. هيرندون هو محامي وسياسي أمريكي، ولد في 27 نوفمبر 1835 في روما في الولايات المتحدة، وتوفي في 11 أكتوبر 1903 في ألباكركي في الولايات المتحدة. نشط حزبياً في الحزب الديمقراطي. وقد انتخب عضو مجلس النواب الأمريكي ‏.